# Jan Kanty Sołtyk
Jan Kanty Sołtyk herbu własnego – szambelan królewski, stolnik sandomierski w latach 1787–1793, podczaszy sandomierski w latach 1786–1787, cześnik sandomierski w latach 1784–1786, łowczy sandomierski w latach 1783–1784, członek konfederacji targowickiej w powiecie wiślickim w 1792 roku.
Był synem Józefa (1715 – 1780), miecznika sandomierskiego, i Katarzyny z Lipowskich, bratem Michała, mężem kasztelanki zakroczymskiej Anny Rostworowskiej (córki Antoniego Jana i Konstancji z Lanckorońskich) i miał z nią syna Karola. Radomir Cywiński podaje, że Katarzyna i Urszula, uznane za córki Macieja Sołtyka z drugiego małżeństwa, z Anną Dembińską h. Rawicz, były w rzeczywistości również córkami Jana Kantego Sołtyka.